# Langenschade
Langenschade ist ein Ortsteil der Gemeinde Unterwellenborn im thüringischen Landkreis Saalfeld-Rudolstadt.

## Geografie

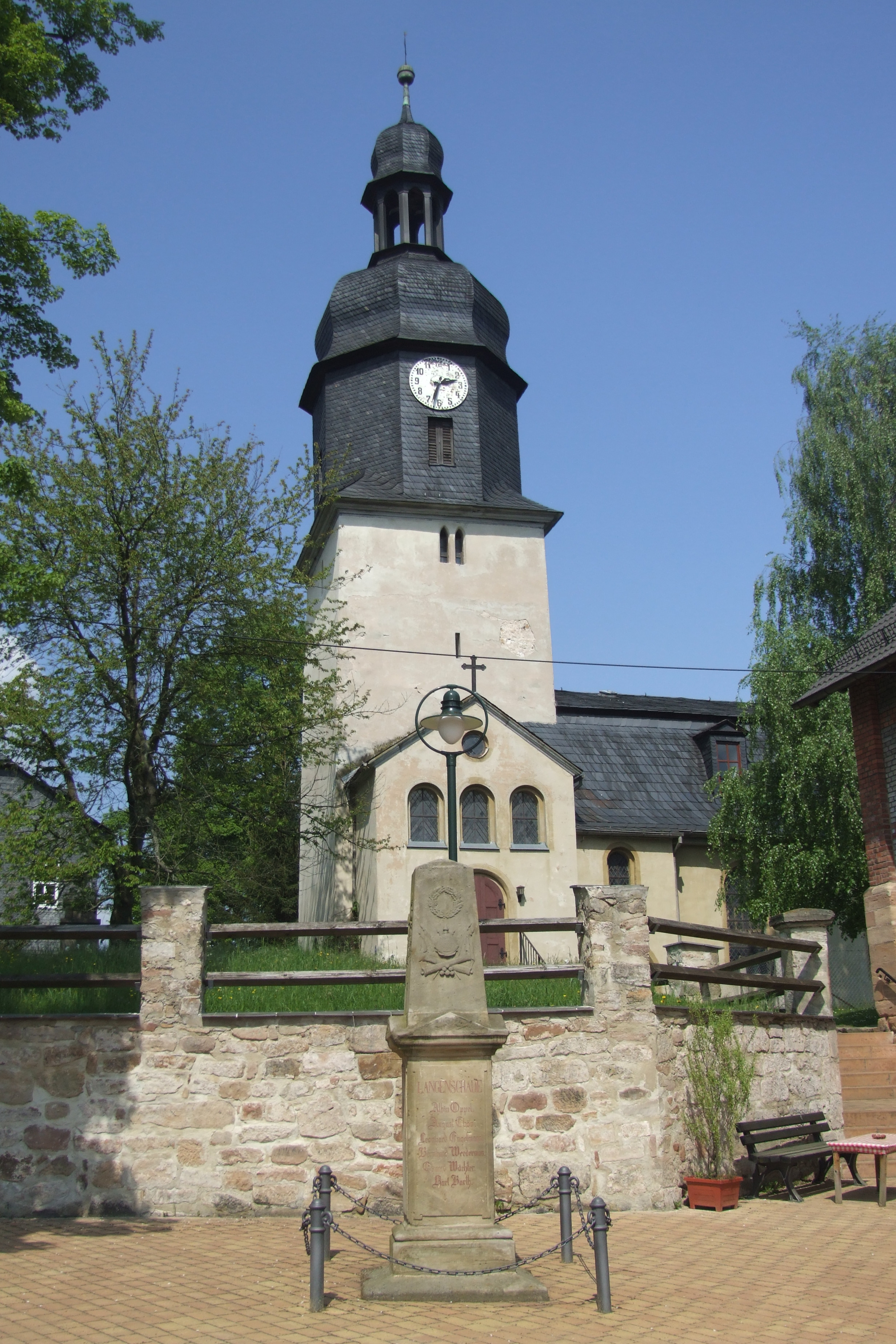
Kirche

Langenschade liegt im Gebiet der Saalfelder Heide. Es ist ein typisches Waldhufendorf, das sich 7 km lang im Tal lang erstreckt und mit Reichenbach am Ostende zusammengewachsen ist. Deshalb wurde Reichenbach 1949 bereits zu Langenschade eingemeindet. Die Kreisstraße 121 und Landesstraße 1107 verbinden die ehemaligen Orte mit Saalfeld und der Außenwelt. Ein Wassereinzugsgebiet und Berge bewachsen mit Wald bedingen besondere Lebensverhältnisse. Der Schusterstieg von Rudolstadt nach Pößneck führt durch den Ort.

## Geschichte
Langenschade wurde urkundlich erstmals 1074 erwähnt. Die Reichenbacher urkundliche Ersterwähnung erfolgte am 10. März 1279,
Durch Rodungen begann die Besiedlung von Rodungsinseln. Daher auch der Name des Ortes. Schada = Schatten. Es sind Rodungsinseln im Tal.
Bereits im 11. Jahrhundert wird eine Kirche erwähnt, die heutige Kirche stammt aus dem 15. Jahrhundert.
Am 1. Juli 1950 wurde die bis dahin eigenständige Gemeinde Reichenbach b. Saalfeld eingegliedert.
Am 9. April 1994 wurde Langenschade eingemeindet.

## Auerwild-Aufzuchtstation
Am Ortsrand von Langenschade wurde die einzige deutsche Aufzuchtstation für Auerwild geschaffen und Ende 2012 in Betrieb genommen. Die aus 10 Volieren bestehende Anlage soll den Fortbestand des deutschen Restbestandes an Auerhühnern sichern helfen, da die Vermehrung und Erhaltung der Population im natürlichen Lebensraum nicht mehr gewährleistet ist. Bereits in den 1970er Jahren wurde versucht, die in Thüringen aus 300 Auerhühnen bestehende Gruppe zu retten, trotz erheblicher Anstrengungen ist dies jedoch misslungen. Gegenwärtig leben wohl nur noch etwa ein Dutzend Auerhühner in ganz Thüringen.